# 多丘殼灰介
多丘殼灰介（学名：Nodocoquimba gibboidea）为半花介科丘殼灰介屬下的一个种。